# Lifecenter Church
Lifecenter Church är en svensk frikyrka inom pingströrelsen med fyra campussäten: Linköping, Ludvika samt ett huvudsäte i Västerås. Församlingen i Västerås bedriver även förskoleverksamhet och loppis i samma hus. I lokalen inhystes tidigare ICA Köpmannatjänst.